# Torre delle Milizie
La torre delle Milizie, anche nota come "torre di Nerone" o "torre Pendente [di Roma]", è una torre di Roma, risalente al XIII secolo, collocata dietro i Mercati di Traiano e sopra il colle Quirinale. Tra le più note torri di Roma, nonché uno dei monumenti più iconici della Roma medievale, fu danneggiata gravemente dal terremoto del 1349 che ne provocò la leggera pendenza di circa 1,3 gradi verso il Colosseo. La torre faceva parte di un più strutturato edificio noto come "castello delle Milizie", oggi scomparso.

## Etimologia
Sino al principio del XX secolo, si è ritenuto che la torre delle Milizie dovesse il suo nome all'aver ospitato, nel XIII secolo, un corpo militare al tempo della Roma dei baroni. Ancora da dimostrare nonché fortemente dibattuto è invece il tema, già discusso dall'archeologo Pasquale Adinolfi (1816–1881) e dal medievista Ferdinand Gregorovius (1821–1891), della precedente presenza, in quell'area, di un castrum o meglio di un quartiere militare, strategicamente ubicato alla sommità della pendice meridionale del Quirinale, retrostante le Terme di Costantino ed affacciato sulla valle dei Fori e sul lato della Suburra occupato dalla chiesa di Sant'Agata dei Goti, che si sarebbe quindi costituito quale snodo fondamentale del paesaggio urbano e militare della Roma medievale. Il dato certo è che far risalire il toponimo "Milizie" al XIII secolo è oggi ritenuto inaccettabile.

## Storia

### Origine e sviluppo
Stando alla testimonianza del Vasari, la torre delle Milizie fu realizzata dall'architetto Marchionne Aretino per la famiglia Conti nei primi anni del Duecento, al tempo di Papa Innocenzo III (r. 1198–1216) che era appunto un membro della schiatta, su una proprietà della famiglia che ivi deteneva già un palacium non meglio identificato. Sin dai primi rilievi effettuati al volgere degli Anni 90 è stata confermata la preesistenza alla torre di una struttura civile poi successivamente colmata. Lo stile edilizio, molto simile a quello della vicina torre dei Conti, appartenente alla medesima famiglia e parimenti attribuita dal Vasari a Marchionne Aretino, suffraga quest'ipotesi e colloca l'erigenda tra il pontificato di Innocenzo III, al volgere del quale fu appunto ultimata la costruzione della torre dei Conti, e quello di Papa Gregorio IX (r. 1227–1241), imparentato con la famiglia Conti. La torre era allora parte di un complesso fortificato ben più strutturato, noto come "Castello delle Milizie".
Il castello fu venduto a papa Bonifacio VIII (r. 1295–1303) che ne fece un fortilizio per la sua famiglia, i Caetani, i cui domini tradizionali nell'Urbe erano collocati sull'Isola Tiberina, operandovi, forse, una ristrutturazione. L'edificio passò poi agli Annibaldi poiché a loro lo confiscò Enrico VII di Lussemburgo (r. 1288–1313) quando, nel 1311, entrò in Roma per farsi incoronare sacro romano imperatore, salvo tornare ai Conti che, nel 1332, ne smembrarono la proprietà con gli Orsini. Come molte altre torri di Roma, anche quella delle Milizie fu duramente colpita dal terremoto dell'Appennino centro-meridionale del 1349: il terzo ed ultimo piano dell'edificio, pericolante a causa della violenta scossa sismica, fu abbattuto. La medesima sorte toccò anche alla predetta torre dei Conti. Da questa data, il Castello delle Milizie scompare e resta solo menzione della torre.

### L'abbandono in Età Moderna
Nel XVI secolo, la torre delle Milizie era ancora in possesso della famiglia Conti. Nel 1619 fu ceduta alle vicine suore del monastero di Santa Caterina a Magnanapoli, allora sprovvisto di un proprio luogo di culto, che unirono i due edifici. Nel corso della successiva erigenda della Chiesa di Santa Caterina (1628–1641), i resti del castello furono definitivamente eliminati.

### Riqualificazione novecentesca
Nel 1911, la torre delle Milizie fu dichiarata monumento nazionale d'Italia e, tre anni dopo, l'architetto Antonio Muñoz (1884–1960) vi operò alcuni restauri: consolidò il quadrilatero delle fondazioni, sistemando allo scopo dei pluviali, ed isolò la chiesa del vecchio monastero dalla torre. Dal 1927, l'edificio fa parte del complesso archeologico dei Mercati di Traiano, da cui ancora oggi si accede. I restauri furono ultimati nel 1932. I primi rilievi puntuali furono eseguiti, come anticipato, negli Anni 90 e gli studi sull'edificio sono ancora in corso.

## Descrizione

Roma, ill. di ANONIMO al Dittamondo di Fazio degli Uberti (BNF, Ms. Ital. 81. Fol. 18r) - è visibile il Castrum Militie.

La torre delle Milizie è la più grande torre nobiliare conservatasi nella città di Roma: l'altezza attuale è di 42 m ma originariamente doveva superare con facilità i 50 m. L'attuale decorazione a merli alla sommità dell'edificio è frutto del restauro moderno. Parimenti, l'attuale avancorpo d'accesso fu adattato nei restauri d'inizio Novecento quasi certamente ristrutturando una fortificazione alla base della torre.
L'edificio è costituito da una base quadrangolare in tufo con lati di circa 15 metri e due piani rivestiti di laterizio policromo (giallo, rosa, rosso-marrone); del terzo piano, abbattuto dopo il terremoto del 1349, non rimane che un frammento. La struttura effettiva della torre parte a 11 m dal suolo. Gli ingressi originari, due, erano collocati rispettivamente a 15 m dal suolo sul lato nord e 20 m dal suolo sul lato ovest, entrambi raggiungibili tramite strutture linee ancorate alle pareti. Il secondo piano ha perimetro più stretto, elevazione minore e pareti rastremate rispetto al primo (lo spessore dei muri passa da 4-4,5 m a 2,5-3 m) ed è rinforzato, in facciata, da pilastri possenti, tre per ogni lato. In linea con questo sviluppo, il terzo piano era praticamente una torretta d'avvistamento quadrangolare, sormontata da una terrazza. Il progetto, in pratica un enorme cannocchiale a sezione quadrata sviluppato su tre livelli, era il medesimo della torre dei Conti.

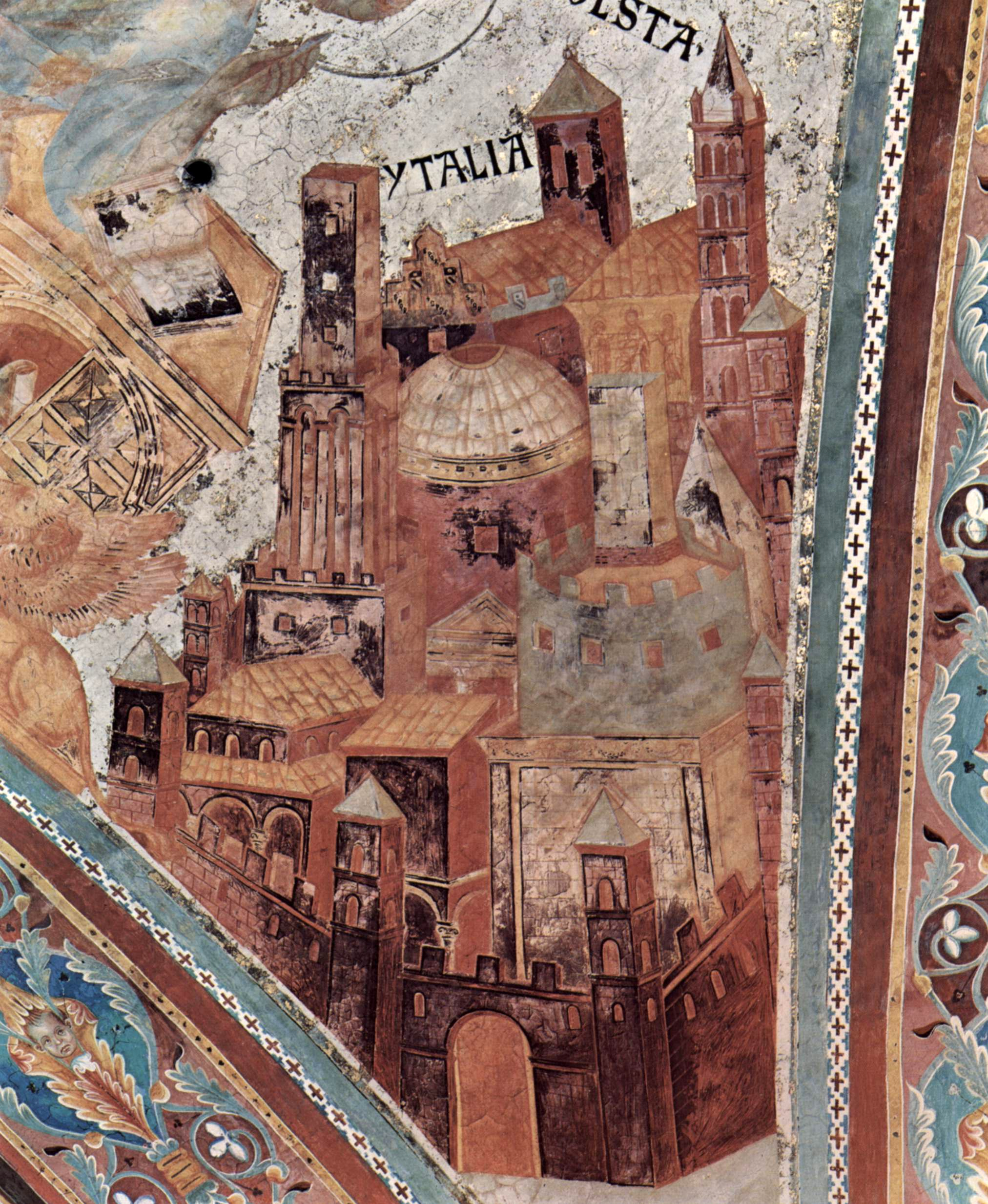
Ytalia [Roma], PARTICOLARE dalla Volta dei quattro Evangelisti (Assisi) di Cimabue.
La torre delle Milizie svetta, con i suoi tre livelli, in primo piano.

Le linee generali della struttura ben s'inquadrano nell'architettura militare del gotico italiano. Da un punto di vista di materiali, la torre è invece uno dei classici esempi della c.d. "muratura a tufelli" tipica dell'area romano-laziale medievale. Questo stile costruttivo si apprezza soprattutto all'interno dell'edificio (un quadrilatero di 5x6 m), ove s'incontrano blocchi tufacei alternati a mattoni irregolarmente disposti, similarmente a quanto si rileva in diverse altre torri romane coeve, come la Torre dei Capocci, in piazza di S. Martino ai Monti, sull'Esquilino. Proprio nei materiali utilizzati si identifica una significativa differenza tra la torre delle Milizie e la più volte citata torre dei Conti: quest'ultima, infatti, ha all'esterno uno zoccolo realizzato con quadrelli di recupero (in basalto e marmo dei Fori) che è del tutto assente nella torre delle Milizie.
Come anticipato, la torre delle Milizie non era in realtà un'isolata casatorre cittadina ma il dongione di un complesso fortificato più consistente, il Castello delle Milizie, che si estendeva sulla limitrofa Salita del Grillo. Sulla forma effettiva di tale complesso possiamo solo fare congetture. Ne troviamo una raffigurazione nel disegno di Roma che un anonimo realizzò per il Dittamondo (post 1345) di Fazio degli Uberti (r. 1305/1307–post 1367) oggi conservato alla Biblioteca nazionale di Francia. Nell'illustrazione, il castello dispone di una cinta con altri sei corpi di fabbrica turriti ed ha l'ingresso orientato verso le Terme di Costantino. Resti del castello sono stati rinvenuti sui lati nord, ovest ed est della torre; le strutture orientali, probabilmente la base di una torre, costituirono la fondazione per il coro della chiesa di Santa Caterina da Magnanapoli. I rilievi hanno anche permesso di raccogliere dati sulla struttura preesistente al castello: un palatium di notevoli dimensioni, di almeno due piani, di cui il superiore dotato di galleria aperta da trifore e loggiato, da uno dei cui angoli, tamponato con notevole maestria, si ottenne il basamento della prima torre. Questa prima torre, più sottile rispetto all'attuale, era dotata di molte feritoie per l'uso di armi da getto, che perse successivamente, in favore della sola difesa piombante, quando venne fasciata esteriormente da un secondo strato più ampio di laterizi che la trasformarono nel dongione del castello e fu dotata della terza sezione superiore, poi crollata nel 1349. Questa massiccia ristrutturazione si sarebbe connessa nel 1250–1275, in tempo cioè perché il celebre Cimabue ne prendesse visione per riportarla nella sua raffigurazione di Roma nella Volta dei quattro Evangelisti ad Assisi databile non oltre gli Anni 1280, prima cioè della ristrutturazione del sito effettuata da Papa Bonifacio VIII (r. 1295–1303).

## Leggende
Secondo una leggenda popolare romana dell'Italia pre-unitaria, dalla torre l'imperatore Nerone (r. 54–68 d.C.) avrebbe ammirato il grande incendio di Roma (64 d.C.) e, con la sua cetra, avrebbe cantato i versi dell'Eneide.

### Esplicative
1. ↑  Marchionne Aretino è espressamente citato quale costruttore della torre delle Milizie oltreché della torre dei Conti in  Giorgio Vasari, Vita d'Arnolfo di Lapo, in Le vite de' più eccellenti pittori, scultori e architettori, Firenze, Lorenzo Torrentino, 1550.

### Bibliografiche
1. 1 2  Bernacchio e Meneghini 1994, pp. 52-53.
2. 1 2   Daniela Esposito, Tecniche costruttive murarie medievali : Murature 'a tufelli' in area romana, collana Storia delta tecnica edilizia e restauro dei monumenti, L'Erma di Bretschneider, 1998.
3. 1 2  Sabatini 1914.
4. 1 2 3 4 5 6 7 8  Gregorovius 1988, p. 514.
5. 1 2 3  Bianchi, Coppola e Mutarelli 1998, p. 18 n. 60.
6. ↑  Gnoli 2004, p. 168.
7. ↑  Manacorda 2021, pp. 92 e s.
8. ↑   Anna Maria Cusanno, Il complesso fortificato "delle Milizie" a Magnanapoli, in Bollettino d'arte, vol. 56/57, 1989,  pp. 91-108.
9. ↑  Manacorda 2021, p. 94.
10. ↑  Adinolfi 1881, t. II, p. 45.
11. 1 2  Manacorda 2021, p. 93.
12. 1 2  Bernacchio e Meneghini 1994, pp. 48-49.
13. ↑   M. Righetti Tosti-Croce, ROMA - Storia, urbanistica, architettura (secoli 12° - 14°), in Enciclopedia dell'arte medievale, Roma, Istituto dell'Enciclopedia Italiana, 1999.
14. ↑   G. Marchetti-Longhi, Ricerche sulla famiglia di Gregorio IX, in Archivio della Deputazione romana di Storia patria, LXVII-LXVIII, 1944,  pp. 275-307.
15. ↑  Adinolfi 1881, t. II, p. 44.
16. ↑   Tina Squadrilli, Vicende e monumenti di Roma, Staderini Editore, 1961,  p. 247.
17. ↑  Gregorovius 1988, p. 515.
18. 1 2 3  Bernacchio e Meneghini 1994, p. 34.
19. ↑  Adinolfi 1881, t. II, p. 46.
20. ↑  Adinolfi 1881, t. II, p. 68.
21. ↑   Mariano Armellini, Le chiese di Roma dal secolo IV al XIX, Roma, Tipografia Vaticana, 1891,  pp. 177-178.
22. 1 2  Bernacchio e Meneghini 1994, p. 35.
23. 1 2  Bernacchio e Meneghini 1994, p. 36.
24. 1 2   Roberto Meneghini, Roma. Mercati di Traiano: ricerche nell'area della Torre delle Milizie, rapporto preliminare, in Archeologia Medievale, vol. 17, 1990,  pp. 419-433.
25. 1 2  Bernacchio e Meneghini 1994, p. 41.
26. 1 2 3  Bernacchio e Meneghini 1994, p. 37.
27. ↑  Gregorovius 1988, p. 513.
28. ↑  Bernacchio e Meneghini 1994, pp. 42 e ss.
29. ↑  Bernacchio e Meneghini 1994, p. 42.
30. ↑  Bianchi, Coppola e Mutarelli 1998, p. 72.
31. ↑  Esposito 1998, pp. 55-57.
32. ↑  Bernacchio e Meneghini 1994, pp. 35-36.
33. ↑  Bernacchio e Meneghini 1994, pp. 50-51.
34. ↑   M. Andaloro, Ancora una volta sull'Ytalia di Cimabue, in Arte Medievale, II, 1984,  pp. 143-177.
35. ↑  Bernacchio e Meneghini 1994, p. 53.

### Specifici
- Nicoletta Bernacchio e Roberto Meneghini, Roma. Mercati di Traiano: nuovi dati strutturali sulla torre della Milizie, in Archeologia Medievale, vol. 21, 1994,  pp. 31-56.
- Lorenzo Bianchi, Maria Rosaria Coppola e Vincenzo Mutarelli, Case e torri medioevali a Roma, Vol. I. Documentazione, storia e sopravvivenza di edifici medioevali nel tessuto urbano di Roma, L'Erma di Bretschneider, 1998, ISBN 978-88-706-2988-0.
- Anna Maria Cusanno, Le fortificazioni medioevali a Roma: la Torre dei Conti e la Torre delle Milizie, Fratelli Palonbi, 1991.
- Daniele Manacorda, Paesaggi di Roma medievale, Viella, 2021, ISBN 978-88-331-3792-6.
- Roberto Meneghini, Le torri di Roma. I rilievi delle Torri dei Conti e delle Milizie, in Bullettino della Commissione Archeologica Comunale di Roma, vol. 120, L'Erma di Bretschneider, 2019,  pp. 109-126.
- Francesco Sabatini, La Torre delle Milizie erroneamente denominata Torre di Nerone, Roma, Loescher, 1914.

### Consultazione
- Pasquale Adinolfi, Roma nell'età di mezzo, Roma, F.lli Bocca e C., 1881.
- Carmelo Calci, Roma archeologica, Roma, Adnkronos Libri, 2005, ISBN 978-88-7118-184-4.
- Umberto Gnoli, Topografia e toponomastica di Roma medievale e moderna, Grotta del Libro, 2004  [1939].
- Ferdinand Gregorovius, Storia di Roma nel Medioevo, 6 v., Roma, Newton & Compton, 1988  [1872].
- Massimiliano Liverotti, Il grande libro dei misteri di Roma risolti e irrisolti, Roma, Newton & Compton, 2007, ISBN 978-88-541-0894-3.
- Willy Pocino, Le curiosità di Roma, Roma, Newton & Compton, 2009, ISBN 978-88-541-1505-7.
- Claudio Rendina, Enciclopedia di Roma, Roma, Newton Compton Editori, 2005, ISBN 88-541-0304-7.